# Seção transversal (geometria)
Na geometria e na ciência, uma seção transversal, seção plana ou seção reta, é a interseção de um corpo no espaço tridimensional com um plano, ou o equivalente em um espaço dimensional maior. Cortar um objeto em fatias cria várias seções transversais paralelas. Uma seção transversal de um espaço tridimensional que é paralela a dois dos eixos é uma linha de contorno; por exemplo, um plano paralelo ao solo que corta montanhas, resulta em uma linha de contorno no espaço bidimensional mostrando os pontos de igual altitude chamada curva de nível.

## Seções cônicas
Seções cônicas – círculos, elipses, parábolas, e hipérboles – são formadas por seções de um cone em vários ângulos diferentes, como pode ser visto no diagrama à esquerda.
Qualquer seção transversal planar passando pelo centro de um elipsoide forma uma elipse em sua superfície, que se degenera em um círculo em seções perpendiculares a um eixo de simetria.

Seção cilíndrica.

Uma seção transversal de um cilindro é um círculo se a seção transversal é paralela à base do cilindro, ou uma elipse com excentricidade diferente de zero (veja o diagrama à direita) se não é paralela nem perpendicular à base. Se a seção transversal é perpendicular à base, ela consiste de dois segmentos de reta paralelos (não mostrados), a menos que a seção seja apenas tangente ao cilindro, nesse caso seria um único segmento de reta...

## Outros exemplos matemáticos
Uma seção transversal de um poliedro é um polígono.
Uma seção transversal de uma função de densidade de probabilidade de duas variáveis aleatórias, onde o plano da seção transversal está a um valor fixo de uma das variáveis é uma função de densidade condicional de outra variável (condicional no valor fixo definindo a seção transversal). Se, em vez disso, a seção transversal for levada para um valor fixo da densidade, o resultado é uma iso-densidade de contorno. Para a distribuição normal, esses contornos são elipses.
Uma seção transversal pode ser usada para visualizar a derivada parcial de uma função em relação a um dos seus argumentos, como mostrado à esquerda. Suponha que z = f(x, y). Tomando a derivada parcial de f(x, y) com respeito a x, pode-se fazer uma seção transversal da função f em um valor fixo de y para plotar z apenas contra x; em seguida, a derivada parcial com relação a x é a inclinação do gráfico bidimensional resultante.
Em economia, uma função de produção f(x, y) especifica as saídas que podem ser produzidas por diversas quantidades x e y de entradas, normalmente, trabalho e capital físico. A função de produção de uma empresa ou de uma sociedade podem ser plotadas em um espaço tridimensional. Se uma seção transversal é tomada paralela ao plano x, y, o resultado é uma isoquanta mostrando as várias combinações de trabalho e uso do capital que teriam como resultado o nível de saída dada pela altura da seção transversal. Alternativamente, se a seção transversal da função de produção for levada a um nível fixo de y, isto é, paralelo ao plano x, z, então o resultado é um gráfico bidimensional, mostrando o quanto de saída pode ser produzida em cada um dos diferentes valores de uso x de um sinal de entrada combinado com o valor fixo de outros fatores de y.
Também em economia, uma função de utilidade u(w, v) dá o grau de satisfação de um consumidor obtida pelo consumo de quantidades w e  v de dois bens. Se uma seção transversal de a função de utilidade é levada a uma dada altura (nível de utilidade), o resultado bidimensional é uma curva de indiferença mostrando diversas combinações alternativas de quantidades consumidas w e v de dois bens que lhe dão o nível de utilidade especificado.

## Exemplos na ciência

Visão esquemática do interior da Terra.

Seção transversal do cérebro na altura do colículo superior.

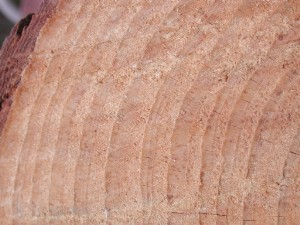
Pinus taeda seção transversal mostrando anéis anuais, Cheraw, Carolina do Sul.

Na geologia, a estrutura do interior do planeta é frequentemente ilustrada através de um diagrama de uma seção transversal do planeta que passa pelo centro do planeta, como na seção transversal da Terra à direita.
As seções transversais são muitas vezes usadas em anatomia para ilustrar a estrutura interna de um órgão, como mostrado à esquerda.
Uma seção transversal do tronco de uma árvore, como mostrado à esquerda, revela anéis de crescimento que podem ser usados para descobrir a idade da árvore e as propriedades temporais do seu ambiente.

## Área e volume
O Princípio de Cavalieri indica que sólidos com correspondentes seções transversais de áreas iguais, têm volumes iguais.
A área da seção transversal ({\displaystyle A'}) de um objeto quando visto de um determinado ângulo a é a área total da projeção ortográfica do objeto a partir daquele ângulo. Por exemplo, um cilindro de altura h e raio r tem {\displaystyle A'=\pi r^{2}} quando visto ao longo de seu eixo central, e {\displaystyle A'=2rh} quando visto a partir de uma direção ortogonal. Uma esfera de raio r tem {\displaystyle A'=\pi r^{2}} quando vista a partir de qualquer ângulo. Mais genericamente, {\displaystyle A'} pode ser calculada avaliando a integral de superfície:
{\displaystyle A'=\iint \limits _{\mathrm {top} }d\mathbf {A} \cdot \mathbf {\hat {r}} ,}
onde {\displaystyle \mathbf {\hat {r}} } é o vetor unitário apontando ao longo da direção de visualização para o visualizador, {\displaystyle d\mathbf {A} } é um elemento de superfície com uma normal apontando para fora, e a integral é tomada apenas sobre a parte externa da superfície, a parte da superfície que é "visível" da perspectiva do espectador. Para um corpo convexo, cada raio através do objeto da perspectiva do visualizador cruza apenas duas superfícies. Para esses objetos, a integral pode ser tomada ao longo de toda a superfície ({\displaystyle A}) tomando o valor absoluto do integrando (para que o "topo" e a "base" do objeto não sejam subtraídos, como seria necessário pelo teorema da divergência aplicado ao vetor constante do campo {\displaystyle \mathbf {\hat {r}} }) e dividindo por dois:
{\displaystyle A'={\frac {1}{2}}\iint \limits _{A}|d\mathbf {A} \cdot \mathbf {\hat {r}} |}

## Seção transversal do espaço quadridimensional
Se um objeto quadridimensional passasse através do nosso espaço tridimensional, veríamos suas seções transversais tridimensionais, como por exemplo uma esfera que aumenta e diminui em tamanho aparente ao longo do encontro.